# Bibliotheca rerum militarium
Bibliotheca rerum militarium: Quellen und Darstellungen zur Militärwissenschaft und Militärgeschichte (lateinisch; deutsch: Bibliothek für Militärangelegenheiten) ist eine deutschsprachige militärwissenschaftliche und -historische Buchreihe im fotomechanischen Nachdruck mit – wie ihr Untertitel besagt – Quellen und Darstellungen zur Militärwissenschaft und Militärgeschichte. Sie wurde herausgegeben mit Unterstützung des Militärgeschichtlichen Forschungsamtes durch Othmar Hackl und U. v. Gersdorff und erschien in Osnabrück im Biblio-Verlag. Die Reihe macht den Verlagsangaben zufolge „Quellen und Darstellungen zur Militärgeschichte und Militärwissenschaft wieder zugänglich, die in Fragestellung, Blickrichtung und Methode bis zum heutigen Tage richtungsweisend geblieben sind“ und „vermittelt das notwendige Grundlagenwissen für eine vertiefte Behandlung der Militärgeschichte und ihrer vielgestaltigen Probleme.“ Sie erschien von 1967 bis 1998 und umfasst 55 Bände, wobei Band 54 laut DNB nicht erschienen ist.
Band 23 der Reihe ist beispielsweise Claudii Aeliani et Leonis Imperatoris - Tactica sive de instruendis aciebus in einem Neudruck von 1981 der Ausgabe Leiden 1613, mit einer Einleitung von Werner Hahlweg.

## Bände (Auswahl)
Die folgende Übersicht erhebt keinen Anspruch auf Aktualität oder Vollständigkeit:
- 1 Der vollkommene teutsche Soldat. Fleming, Hans Friedrich von. 1967, Faks.-Dr. d. Ausg. 1726. Mit e. Einl. von W. Hummelberger
- 2 Die Lehre vom Heerwesen. Stein, Lorenz von. 1967, Neudr. d. Ausg. 1872
- 3 Tactica. Arrianus, Flavius. 1967, Faks.-Dr. d. Ausg. Upsala, Curio, 1664. Mit e. Einl. von W. Hahlweg
- 4 Reglement vor die Königl[ich]-Preussische Infanterie von 1726. 1968, Faks.-Dr. d. Ausg. 1726. Mit e. Einl. von H. Bleckwenn
- 5 Corpus iuris militaris. Johann Christian Lünig. Faks.-Dr. d. Ausg. Leipzig, Lanckisch, 1723. Mit e. Vorw. von Lothar Paul
- 6 The Art of embattailing an army or the second part of Aelians tacticks. Bingham, John. 1968, Facs. reprint of the ed. London 1631
- 7 Militärgeschichtliche Aufsätze. Jähns, Max. 1970
- 8 La défense des états et la fortification a la fin du XIXe siècle. Brialmont, Alexis Henri. Réimpr. de l'éd. 1895 avec une introd. (en anglais) par Christopher Duffy

- 10 Der deutsche Militärstaat vor und während der Revolution. Rüstow, Wilhelm. 1971, Photomechan. Nachdr. d. Ausg. Königsberg, Samter, 1850.
- 11 Le parfaict capitaine. Rohan, Henri de. 1972, Neudr. d. Ausg. von Paris, Hovzé, 1636. Mit e. Einf. von Werner Hahlweg.
- 12 New künstlich Fahnenbüchlein. Renner, Johann. 1978, Neudr. d. 1615 bei Ludwig Lochner in Nürnberg gedr. Ausg.
- 13 Ėvoljucija strelkovogo oružija [Entwicklung der Schußwaffen]. Fedorov, Vladimir G. 1970, Fotomechan. perepeč. izd. Moskau, Gos. voennoe Izd., 1938–1939. Č. 1/2. Mit e. Einf. von W. Hahlweg
- 14 La petite guerre. Grandmaison, Thomas Auguste LeRoy de. 1972, Faksimiledruck d. Ausg. von 1756 / mit e. Einf. von Georg Ortenburg.
- 15 Stellenbesetzung im Reichsheer.  1968, Neudr. d. Orig. Ausg. 1920–1921
- 16 Das deutsche Heer von 1914. Elze, Walter. 1968, Neudr. d. Ausg. 1928 u. Neudr. d. 2. Ausg. 1939
- 16 Das deutsche Heer von 1914. Elze, Walter. 1968
- 17 Regulament und Ordnung des gesammten kaiserlichköniglichen Fuss-Volcks von 1749. Faks.-Dr. d. Orig.-Ausg. (1749). Mit e. Einl. von G. Ortenburg
- 18 Rang- und Quartierliste der Preussischen Armee von 1812. Preußen. Preußische Armee. 1968, Unveränd. Faks.-Dr. / mit e. Einl. von Werner Hahlweg.
- 19 Die Staatswehr. Ratzenhofer, Gustav. 1970, Neudr. d. Ausg. Stuttgart, Cotta, 1881. Mit e. Einf. von Hasso Kruggel-Emden
- 20 Beiträge zur Geschichte und Technik der Handwaffen und Maschinengewehre. Morawietz, Otto. 1973
- 21 Mémoires critiques et historiques sur plusieurs points d'antiquités militaires. Guichard, Karl Theophil. Réimpr. de l'éd. 1774 / avec introduction par H. Zopf.
- 22 Handbuch einer Geschichte des Kriegswesens / Atlas. 1979, Neudr. d. Ausg. Leipzig 1880 / mit e. Einf. von U. von Gersdorff
- 22 Handbuch einer Geschichte des Kriegswesens / Teil 1. 1979, Neudr. d. Ausg. Leipzig 1880 / mit e. Einf. von U. von Gersdorff
- 23 Claudii Aeliani et Leonis Imperatoris Tactica sive de instruendis aciebus. 1981, Neudr. der Ausg. Leiden, [Elzevier], 1613 / mit einer Einl. von Werner Hahlweg
- 24 Geschichte des Militär-Erziehungs- und Bildungswesens in den Landen deutscher Zunge. Poten, Bernhard von. Neudr.
- 25 Kriegs-Reglement von der Pflicht und Schuldigkeit der General-Feld-Marschälle und der gantzen [ganzen] Generalität. 1976, Faks.-Dr. d. 2. Ausg. 1737. Nebst Kriegsarticuln mit beygefügten kurtzen Anmerckungen. - Faks.-Dr. d. 2. Ausg. 1735. Mit e. Einl. zu beiden Teilen von Dieter Bangert
- 26 Über die Wirkung des Feuergewehrs. Scharnhorst, Gerhard von. 1973, Neudr. d. Ausg. von 1813.
- 29 Geschichte des Siebenjährigen Krieges in Deutschland (6 Bände) 1977
- 30 Rangliste der Königl[ich] Preussischen Truppen von 1808. 1972, Faks.-Druck d. Ausg. Königsberg 1808 / mit e. Einl. von W. Hahlweg u. e. Personen-Reg.
- 31 Militärisches Taschenbuch zum Gebrauch im Felde. Scharnhorst, Gerhard von. 1980, Neudr. d. 3. Aufl. von 1794
- 32 Grundsätze der höhern [höheren] Kriegskunst für die Generäle der österreichischen Armee. Karl, Österreich, Erzherzog. 1974, Neudr. d. Ausg. 1806.

- 35 Geschichte der Festungswerke Danzigs. Hoburg, Karl. 1986, Neudr. d. Ausg. Danzig 1852 / mit e. Einl. von Werner Hahlweg
- 36 Historische Rang- und Stammliste des deutschen Heeres. Bredow, Christian Werner Claus von. Neudr. d. Ausg. 1905.
- 37 Denkwürdigkeiten der Militärischen Gesellschaft zu Berlin. Militärische Gesellschaft (Berlin). Neudr. d. Ausg. Berlin 1802–1805 / mit e. Einl. von Joachim Niemeyer
- 38,1 Betrachtungen über die Kriegskunst. Berenhorst, Georg Heinrich von. 1978, Neudr. d. 3. Aufl. Leipzig 1827
- 38,2 Aus dem Nachlasse. Berenhorst, Georg Heinrich von. 1978, Neudr. d. Ausg. Dessau 1845 u. 1847
- 39 Rangliste der Königlich Preussischen Armee für das Jahr 1806. 1976, Neudr. d. Ausg. Berlin, 1828 u. 1835 / mit e. Einl. von W. Hahlweg
- 41 Schriften aus dem militärwissenschaftlichen Nachlass. Hess, Heinrich von. 1975
- 42 Mare liberum sive de iure quod Batavis competit ad Indicana Commercia dissertation. Grotius, Hugo. 1978, Neudr. d. Ausg. Leiden 1618. Mare clausum seu de dominio maris libri duo / John Selden. - Neudr. d. Ausg. London 1635. Mit e. Einf. zu beiden Schr. von F. Krüger-Sprengel
- 43 Précis de l'art de la guerre. Jomini, Antoine Henri de. Neudr.
- 44 Nutzen der militärischen Geschichte. Scharnhorst, Gerhard von. 1973, Faks. d. Hs. / mit Übertr. u. Einf. von Ursula von Gersdorff.
- 45 Verstreute kleine Schriften. Clausewitz, Carl von. 1979
- 46 Betrachtungen über das Verhältniss des Kriegsstandes zu dem Zwecke der Staaten. Decken, Johann Friedrich von der. 1982, Neudr. d. Ausg. Hannover, Helwingsche Hochbuchh., 1800 / mit e. Einf. von Joachim Niemeyer
- 47 Geschichte der beständigen Befestigung. Zastrow, Heinrich Adolf von. Neudr. d. 3. Aufl. Leipzig 1854 / mit Einl., Personen-, Sach- u. Ortsregister, Berichtigungen zu Text u. Taf., Zsstellung d. von Zastrow zitierten Schriften u. Verz. d. benutzten Literatur von Rudolf Schott
- 48 Rangliste der Königlich Bayerischen Armee für das Jahr 1811. Bayern. Armee. 1982, Neudr. d. Ausg. 1811 / mit e. Einf. von Othmar Hackl
- 49 Ausgewählte Schriften. Scharnhorst, Gerhard von. 1983
- 50 Ehren-Rangliste des ehemaligen Deutschen Heeres. Neudr. d. Ausg. Berlin, Mittler, 1926 / mit e. Einf. von Friedrich-Christian Stahl
- 52 Die Entwicklung und die gegenwärtige Gestaltung der Militärseelsorge in Preussen. Richter, Martin. 1991, Neudr. der Ausg. Berlin, 1899 / mit einer Einf. von Arnold Vogt und einem Dokumenten-Anh.
- 53 H. Dv. 487 Führung und Gefecht der verbundenen Waffen. 1994, Neudr. der Ausg. 1921/1924 in 3 Teilen / mit einer Einf. von Karl-Volker Neugebauer
- 54 (nicht erschienen)
- 55 An universal dictionary of the marine: or, a copious explanation of the technical terms and phrases. Falconer, William. 1998, Neudr. der Ausg. London, Cadell, 1780, new ed., corr. / mit einer Einl. von Frank Adam